# Міхаель Цур
Майкл Цур (івр. מיכאל צור; нар. 9 вересня 1963) — ізраїльський адвокат, перемовник, медіатор та викладач. Він викладає медіацію та переговори у кількох навчальних закладах різних країн. Цур був перемовником під час таких подій, як вихід Ізраїлю з Гази, облога церкви Різдва Христового у Вифлеємі та викрадення журналіста BBC Алана Джонстона.

## Професійна діяльність
У 1999 році він став співзасновником Ізраїльської палати медіаторів і був її головою з 1999 по 2003 рік. Також, з 1999 року Цур є членом переговорної групи зі звільнення заручників армії оборони Ізраїлю.
Він працював медіатором у Верховному суді Ізраїлю та розробив власний метод вирішення спорів, який використовують підприємці та менеджери транснаціональних компаній.
У 2003 році Цур виступив редактором івритського видання бестселеру «Нью-Йорк таймс» «Складні розмови. Як обговорювати те, що хвилює найбільше». У грудні 2012 року декілька медіаційних організацій із Франції, Італії та Швейцарії створили Європейський союз медіаторів і призначили Майкла Цура своїм почесним президентом.

## Академічна діяльність
Цур викладає курси з переговорів і конфліктології у Єврейському університеті, Школі права Кардозо у Нью-Йорку, Школі права Мітчелла Хемлайна в Сент-Полі, Міннесота та у Католицькому університеті Святого Серця у Мілані, Італія. Цур підтримує відносини з Програмою з переговорів Гарвардського університету. Він також навчає керівників організацій як орієнтуватися в складних переговорах і ситуаціях.
У 2012 році Цур заснував школу переговорів Shakla & Tariya в Герцлії, Ізраїль.

## Особисте життя
Цур живе в Мевасерет-Ціоні, передмісті Єрусалиму, зі своєю дружиною та чотирма доньками.